# 捜索者
『捜索者』（そうさくしゃ、原題：The Searchers）は、1956年製作・公開のアメリカ映画。ジョン・フォード監督の西部劇映画であり、ジョン・ウェイン、ジェフリー・ハンター 、ナタリー・ウッドが出演している。

## 概要
1954年に発表されたアラン・ルメイの同名小説が原作であり、南北戦争が終わって3年後に故郷に戻って来た男がコマンチ族によって兄夫婦が殺され、そして連れ去られた姪を救出するための旅を続ける姿を詩情豊かに描いている。フォードは本作について「家族の一員になることの出来なかった一匹狼の悲劇」と評している。
公開当時は興行は成功したとは言えず、批評も芳しくなく、失敗作とされて同年のアカデミー賞の候補にも選出されなかった。しかし、その後再評価の機運が高まり、現在ではフォード監督の西部劇「駅馬車」「荒野の決闘」を凌ぐ代表作であるのみならず、西部劇映画を代表する傑作として高く評価されている。1989年に創立されたアメリカ国立フィルム登録簿に登録された最初の映画中の1本に入り、2008年にアメリカ映画協会によって「最も偉大な西部劇映画第1位」に選出された。

## ストーリー

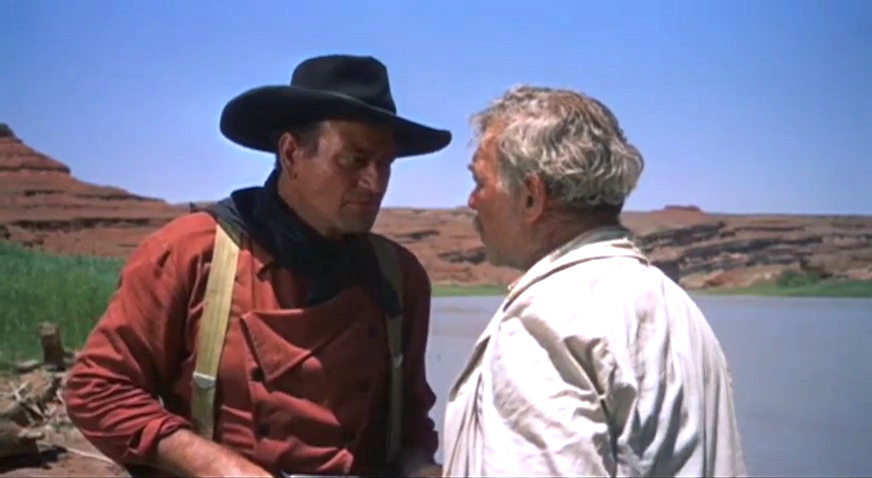
捜索を始めてからイーサン(ジョン・ウエイン)の勝手な動きに激怒するクレイトン(ワード・ボンド)(右)

舞台は南北戦争が終わって3年後の1868年のテキサス。南部連合の一員として従軍したイーサン・エドワーズは数年ぶりに故郷の兄アーロンの家を訪れる。兄の妻マーサ、ルーシーとデビーの姉妹、長男のベンなど懐かしい顔ぶれに囲まれて幼いデビーを思わず抱き上げるイーサンだったが、かつて成り行きで自らが助け、その後アーロンに家族同然に育てられたインディアンと白人娘との混血児マーティン・ポーリーに対して、インディアンに強い偏見を持つイーサンは不快感を隠せない。
程なくして、地域の有力者クレイトン牧師が応援の要請に来て、イーサンとマーティンは他の牧場でコマンチ族に盗まれた牛の奪還に向かう。だが、それは彼らを遠くへおびき寄せるためのコマンチ族の罠だった。イーサンとマーティンが家を留守にしている間に、兄一家はコマンチ族に襲われて虐殺され、生き残ったルーシーとデビーの姉妹も連れ去られてしまう。兄一家の復讐のため、そしてコマンチ族に誘拐された姪たちを救出するために、捜索の旅に出るのだった。最初はクレイトン牧師らも加わり大勢で捜索したが、イーサンの勝手な動きにクレイトンは激怒してやがて捜索隊は自然に解散となり、イーサン、マーティンとルーシーの婚約者ブラッドの3人でコマンチ族を追いかけて行った。

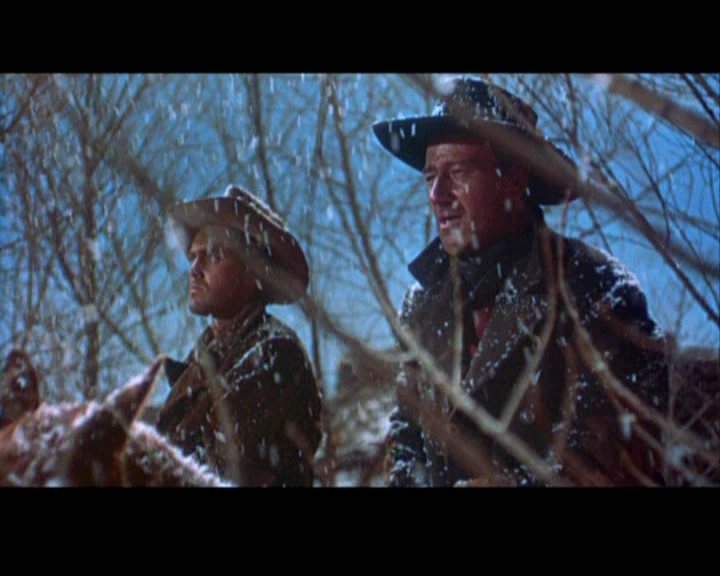
雪が降る中をひたすらコマンチ族を追うイーサンとマーティン(ジェフリー・ハンター)(左)

やがてルーシーの遺体をイーサンが1人で発見しひっそりと亡き骸を埋めた。最初は共に行動したブラッドだが後にそれを知って自暴自棄になってコマンチ族のテントに突っ込んでいき撃たれて死ぬ。イーサンはマーティンと共にデビー救出のための旅を続ける。
そして6年後にコマンチ族に物資を売り買いする男の仲介で、コマンチ族の酋長に出会う。酋長は息子たちを白人に殺された報復として白人の娘を何人もさらって妻としていた。酋長のテントの中で、これまでにコマンチ族が白人から剥ぎ取った頭髪をイーサンたちに披露して見せたのは、成長したデビーであった。イーサンたちは驚きつつも何も手出しが出来ない。仲介した男はイーサンに今後は一切関わらぬと言って去って行った。そしてコマンチ族のテントを離れたところでデビーが追ってきた。デビーは、さらわれてからずっと待っていたが助けに来てくれなかったとマーティンをなじり、今ではコマンチ族の一員の身であるからこのまま自分をおいて帰ってほしいと哀願する。デビーがすっかりコマンチに染まってしまったと感じたイーサンは逆上してデビーを撃とうとするが、マーティンがそれを遮り対峙する。そこにコマンチが現れたので二人はいったんその場を離れて行った。やがて二人は久しぶりに故郷に戻ると、長い間待ちくたびれたマーティンの恋人ローリー・ジョージェンセンが別の男性との結婚を決めて結婚式が開かれるところであった。マーティンは怒り、クレイトン牧師がもめ事の間に入って花婿とマーティンは殴り合い、そして花婿は去って行った。一段落したその時に騎兵隊からグリーヒル少尉が伝令としてやって来て、コマンチ族の情報が入り、騎兵隊のコマンチ族の掃討への協力要請であった。さきほどまでの浮かれ気分が一気に緊張感に変わり、取り急ぎイーサンもクレイトン牧師らも共に行動して、コマンチ族のテントを騎兵隊と共に一気に急襲することとなった。マーティンは襲撃の前にデビー救出を願い出るが、デビー一人のために危険は冒せないと騎兵隊の協力は得られず、襲撃前夜に単身でのりこみデビーと会い脱出の意思を確認するとともに酋長をしとめることに成功する。騎兵隊の襲撃が始まり、酋長の遺体を見つけたイーサンは復讐としてナイフで頭髪を剥ぎ取らんとする。場面は変わり、イーサンはデビーが逃げていくのを見て追いかけていく。イーサンがデビーを殺すつもりだと感じたマーティンがさらにその後を追う。イーサンがデビーに追いついた時に、イーサンは思わずデビーを抱き上げて家に帰ることを伝え、デビーはイーサンの胸に顔を埋めた。
青空の下でイーサンの馬に乗ったデビーの姿を見て、故郷に帰ってきたことを喜ぶジョージェンセン家の家族が彼女を暖かく迎え、6年間一緒に行動したマーティンは恋人ローリーと抱き合い家の中に入っていく。イーサンは一人ぼっちになって皆が家の中に入って行ってから後ろを振り返り、砂塵が巻く中で一人去って行き、やがてその姿が消えていった。

## 評価
ランキング
- 「映画史上最高の作品ベストテン」（英国映画協会『Sight&Sound』誌発表）※10年毎に選出
  - 1972年：「映画批評家が選ぶベストテン」第18位
  - 1982年：「映画批評家が選ぶベストテン」第10位
  - 1992年：「映画批評家が選ぶベストテン」第5位
  - 2002年：「映画批評家が選ぶベストテン」第11位
  - 2002年：「映画監督が選ぶベストテン」第24位
  - 2012年：「映画批評家が選ぶベストテン」第7位
  - 2012年：「映画監督が選ぶベストテン」第48位
- 「AFIアメリカ映画100年シリーズ」
  - 1998年：「アメリカ映画ベスト100」第96位
  - 2007年：「アメリカ映画ベスト100（10周年エディション）」第12位
  - 2008年：「10ジャンルのトップ10・西部劇部門」第1位[3]
- 2000年：「20世紀の映画リスト」（米『ヴィレッジ・ヴォイス』紙発表）第4位
- 2008年：「史上最高の映画100本」（仏『カイエ・デュ・シネマ』誌発表）第9位
- 2010年：「エッセンシャル100」（トロント国際映画祭発表）第41位
- 2013年：「オールタイムベスト100」（米『エンターテイメント・ウィークリー』誌発表）第12位

## キャスト
- イーサン・エドワーズ：ジョン・ウェイン

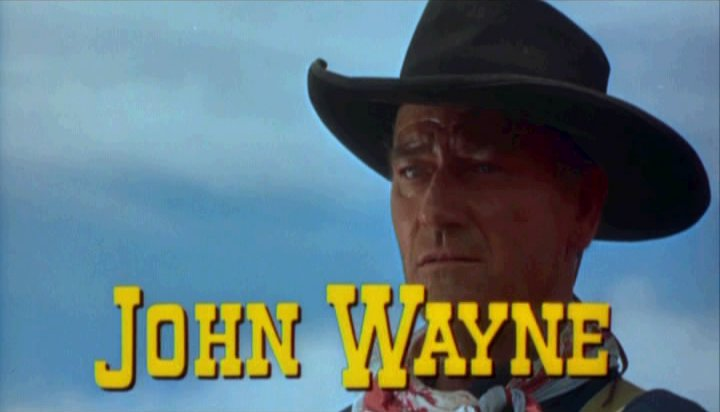
ジョン・ウェイン

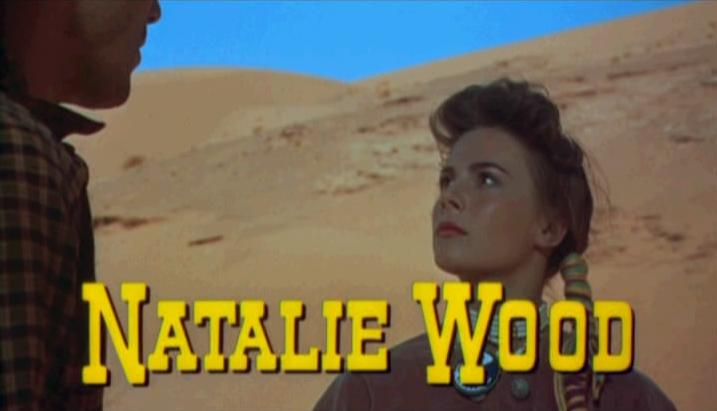
ナタリー・ウッド

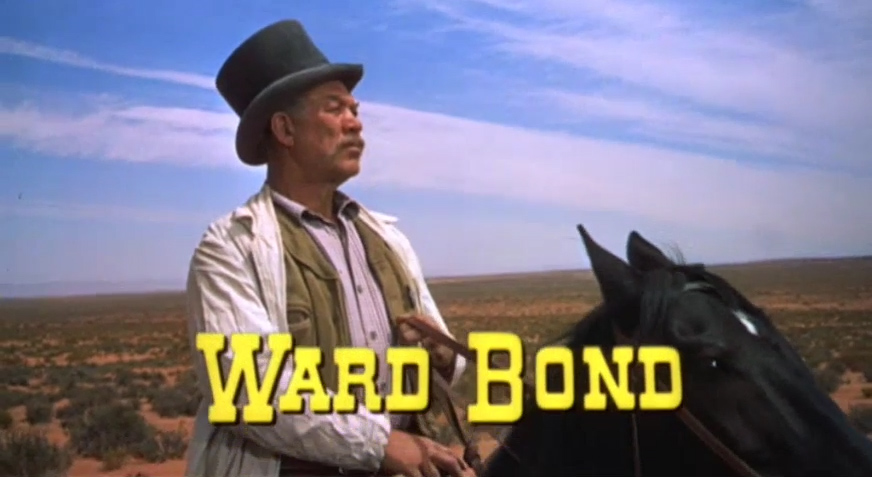
ワード・ボンド

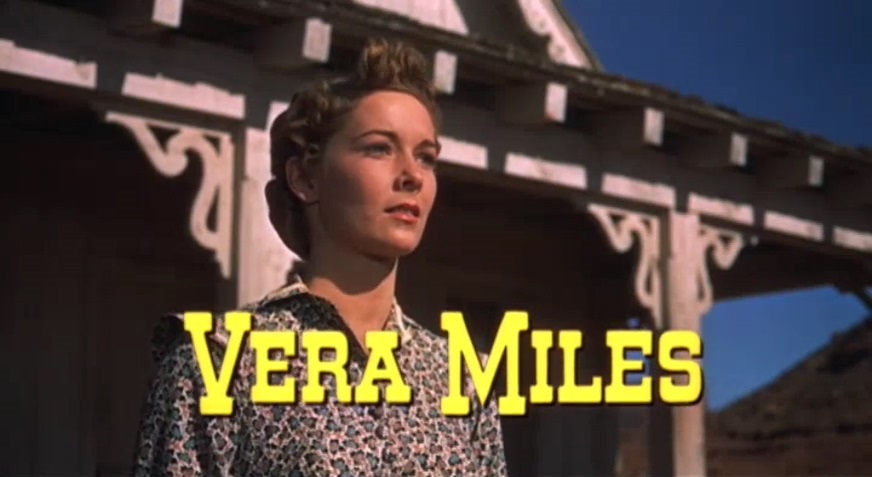
ベラ・マイルス

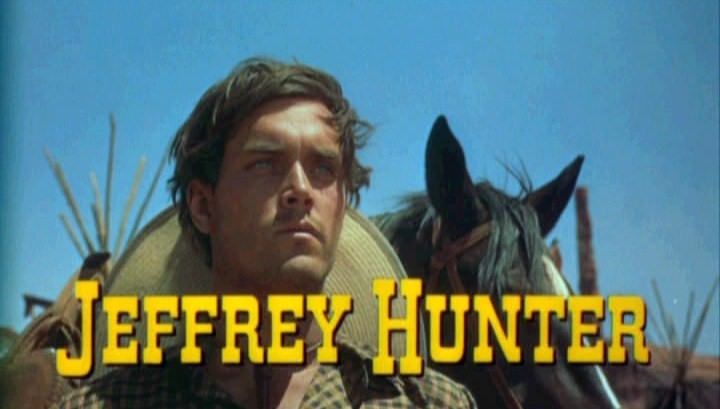
ジェフリー・ハンター

- マーティン・ポーリー：ジェフリー・ハンター
- デビー・エドワーズ：ナタリー・ウッド
- クレイトン牧師：ワード・ボンド
- ローリー・ジョージェンセン：ヴェラ・マイルズ
- コマンチ族酋長スカー：ヘンリー・ブランドン
- デビーの少女期：ラナ・ウッド
- ブラッド・ジョーゲンセン：ハリー・ケリー・ジュニア
- ジョーゲンセン夫人：オリーヴ・ケリー（英語版）
- チャーリー・マッコリー：ケン・カーティス
- グリーヒル少尉：パトリック・ウェイン
- 砦の夫人：メエ・マーシュ

上記のほか、ウェインの実子であるパトリック・ウェインや、フォードの盟友にして自身のサイレント期の作品の看板だったハリー・ケリーの2番目の妻であるオリーヴ・ケリーと彼の長男ハリー・ケリー・ジュニアも出演している。また、ナタリー・ウッド演じるヒロインの少女期は妹のラナ・ウッドが演じており、かつてD・W・グリフィス作品などでサイレント映画の時代に活躍した女優メエ・マーシュも端役で登場している。

## 日本語吹替
| 役名                       | 俳優                 | 日本語吹替                     | 日本語吹替                     | 日本語吹替 | 日本語吹替                     |
| 役名                       | 俳優                 | NET旧版                        | NET新版                        | フジテレビ版 | テレビ朝日版                   |
| -------------------------- | -------------------- | ------------------------------ | ------------------------------ | --- | ------------------------------ |
| イーサン・エドワーズ       | ジョン・ウェイン     | 小林昭二                       | 納谷悟朗                       | 小林昭二 | 納谷悟朗                       |
| マーティン・ポーリー       | ジェフリー・ハンター | 野沢那智                       | 野沢那智                       | 柴田侊彦 | 富山敬                         |
| デビー・エドワーズ         | ナタリー・ウッド     | 武藤礼子                       | 渋沢詩子                       | 上田みゆき | 寄崎繁子                       |
| クレイトン牧師             | ワード・ボンド       | 寄山弘                         | 雨森雅司                       | 寄山弘 | 雨森雅司                       |
| ローリー・ジョージェンセン | ヴェラ・マイルズ     |                                |                                | 川路夏子 | 岡本茉莉                       |
| 不明 その他                |                      |                                |                                | 大宮悌二 桑原たけし 槐柳二 納谷六朗 野本礼三 蟹江栄司 村山明 阪脩 島美弥子 松金よね子 村松康雄 宮内幸平 山崎敦子 岡村勝 冨永みーな |                                |
|                            |                      |                                |                                | |                                |
| 演出                       | 演出                 |                                |                                | 小林守夫 |                                |
| 翻訳                       | 翻訳                 |                                |                                | 飯嶋永昭 |                                |
| 効果                       | 効果                 |                                |                                | 遠藤堯雄 桜井俊哉 |                                |
| 調整                       | 調整                 |                                |                                | 前田仁信 |                                |
| 制作                       | 制作                 |                                |                                | 東北新社 |                                |
| 解説                       | 解説                 | 淀川長治                       | 増田貴光                       | 高島忠夫 | 淀川長治                       |
| 初回放送                   | 初回放送             | 1968年3月13日 『日曜洋画劇場』 | 1973年1月27日 『土曜映画劇場』 | 1977年5月13日 『ゴールデン洋画劇場』                                                                                               | 1979年6月17日 『日曜洋画劇場』 |

## 他作品への影響

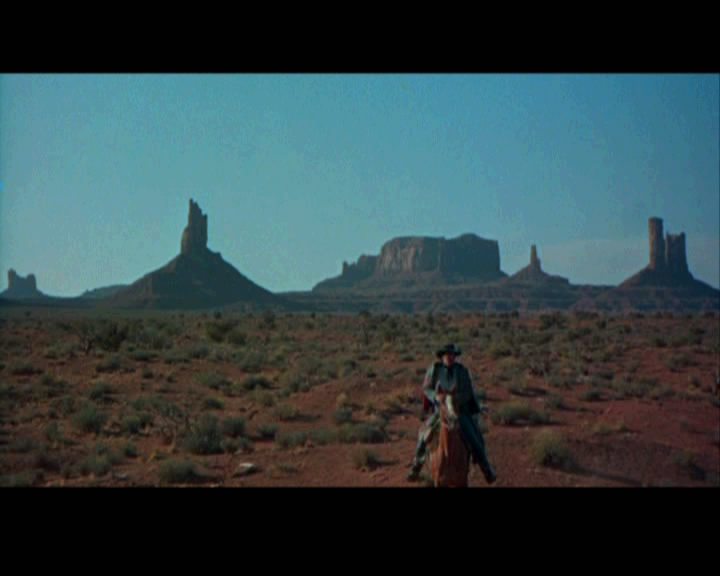
フォード西部劇でお馴染みのモニュメントバレーを疾走するシーン

- インディアンへの人種的偏見を隠そうともせず、独善的な価値観に縛られ目標に邁進する主人公イーサン・エドワーズの強烈なキャラクターが、後に『タクシードライバー』のトラヴィス・ビックルらアンチヒーローたちの造形に強く影響したと言われる[5]。これはポール・シュレーダーがこの「捜索者」からヒントを得て「タクシードライバー」の脚本を書いてトラヴィス・ビックルのキャラクターを造形し、なおかつ1979年には「捜索者」を下敷きに「ハードコアの夜」を監督している[2]。
- 作中で雄大なモニュメント・バレーを写し撮ったフォードのカメラワークも高く評価されている。映画監督のデヴィッド・リーンは『アラビアのロレンス』を製作する前に、何度も『捜索者』を観て風景を撮影する技術を学んだという。
- 本作では、主演のジョン・ウェインが復讐に燃える執念のガンマンを悪役のような鬼気迫る迫力で演じており、その象徴として黒い帽子を被っている。これは、かつてウェインが1948年のハワード・ホークス監督の映画『赤い河』において、悪役のようなポジションを演じた事を反映したものである。
- フランシス・フォード・コッポラ監督作品の『地獄の黙示録』は、ストーリーが本作のオマージュともいえる骨格を成している。
- スティーヴン・スピルバーグは映画の撮影前や製作に行き詰まったときに、もの作りの原点に立ち戻るために必ず観る映画として、『七人の侍』や『素晴らしき哉、人生!』、『アラビアのロレンス』と共に本作品を挙げている[6]。フォードの熱烈な信奉者として知られるセルジオ・レオーネも『ウエスタン』製作前に本作品を鑑賞、脚本執筆の参考にしたとされる[7]。
- バディ・ホリーのヒット曲「ザットル・ビー・ザ・デイ」（原題：That'll Be the Day）は、作中で繰り返されるイーサンの台詞からインスパイアされたものである。
- 映画史上最高のラストシーンの一つとして有名な室内からのドアの間口越しの構図は以後数々の作品に影響を与えている。近くは、フランス人のジャック・オーディアールによる『ゴールデン・リバー』にもその影響がみられる。

## エピソード
- 映画の中では一切語られていないが、原作によると、実はマーサはかつてイーサンの恋人で、兄弟の関係は断絶していてそこに突然イーサンが現れたところからこの映画は始まっている。イーサンを迎えるマーサの親密な態度、イーサンのコートを愛おしそうになでるマーサが描かれ、一家が襲われた後にイーサンが戻ってきて叫んだのはアーロンの名前ではなくマーサの名前であった。
- イーサン・エドワーズ役として会心の演技を見せたジョン・ウェインは、余程この役柄が思い出深かったのか、後に彼の末子にイーサンと名づけている[8]。
- ラストで戸口に立つジョン・ウェインが見せる左手を右ヒジにあてるポーズは、ハリー・ケリーがフォードの『誉の名手』（1917年）の作中で見せたものと同じであり、その視線の先にいるのはハリー夫人だったオリーブ・ケリーである。
- ジョン・ウェインが1979年6月に死去した直後の淀川長治の「日曜洋画劇場」でウェイン追悼の映画として放送された時には、イーサンが去って行くこのラストカットで「ジョン・ウェインよ、永遠に」の字幕を黒くなった両端に入れて彼を偲んでいた[要出典]。
- 追悼番組として「駅馬車」や「黄色いリボン」でなく「捜索者」を選んだことはこの当時すでにこの映画の評価が高まっていたことになる。公開時は失敗作と言われ、日曜洋画劇場が最初に放映した1968年には題名を「荒野の捜索者」と改題されてB級作品並みの扱いであった[要出典]。
- 野営のシーンでスタジオの天井、照明が映りこんでいる。